# Liste der Straßen und Brücken in Hamburg-Groß Borstel

Lage von Groß Borstel in Hamburg und im Bezirk Hamburg-Nord (hellrot)

Die Liste der Straßen und Brücken in Groß Borstel ist eine Übersicht der im Hamburger Stadtteil Groß Borstel vorhandenen Straßen und Brücken. Sie ist Teil der Liste der Verkehrsflächen in Hamburg.

## Überblick
In Groß Borstel (Ortsteilnummer 406) leben 10943 Einwohner (Stand: 31. Dezember 2023) auf 4,0 km². Groß Borstel liegt in den Postleitzahlenbereichen 22453 und 22529.
In Groß Borstel gibt es 69 benannte Verkehrsflächen, darunter drei Brücken.

## Übersicht der Straßen
Die nachfolgende Tabelle gibt eine Übersicht über alle benannten Verkehrsflächen – Straßen, Plätze und Brücken – im Stadtteil sowie einige dazugehörige Informationen. Im Einzelnen sind dies:
- Name/Lage: aktuelle Bezeichnung der Straße, des Platzes oder der Brücke. Über den Link (Lage) kann die Straße, der Platz oder die Brücke auf verschiedenen Kartendiensten angezeigt werden. Die Geoposition gibt dabei ungefähr die Mitte an. Bei längeren Straßen, die durch zwei oder mehr Stadtteile führen, kann es daher sein, dass die Koordinate in einem anderen Stadtteil liegt.
- Straßenschlüssel: amtlicher Straßenschlüssel, bestehend aus einem Buchstaben (Anfangsbuchstabe der Straße, des Platzes oder der Brücke) und einer dreistelligen Nummer.
- Länge/Maße in Metern:

Hinweis: Die in der Übersicht enthaltenen Längenangaben sind nach mathematischen Regeln auf- oder abgerundete Übersichtswerte, die im Digitalen Atlas Nord mit dem dortigen Maßstab ermittelt wurden. Sie dienen eher Vergleichszwecken und werden, sofern amtliche Werte bekannt sind, ausgetauscht und gesondert gekennzeichnet.
Bei Plätzen sind die Maße in der Form a × b bei rechteckigen Anlagen oder a × b × c bei dreiecksförmigen Anlagen mit a als längster Kante dargestellt.
Der Zusatz (im Stadtteil) gibt an, wie lang die Straße innerhalb des Stadtteils ist, sofern sie durch mehrere Stadtteile verläuft.
- Namensherkunft: Ursprung oder Bezug des Namens.
- Datum der Benennung: Jahr der offiziellen Benennung oder der Ersterwähnung eines Namens, bei Unsicherheiten auch die Angabe eines Zeitraums.
- Anmerkungen: Weitere Informationen bezüglich anliegender Institutionen, der Geschichte der Straße, historischer Bezeichnungen, Baudenkmale usw.
- Bild: Foto der Straße oder eines anliegenden Objektes.

| Name/Lage                         | Straßen- schlüssel | Länge/Maße (in Metern) | Namensherkunft | Datum der Benennung | Anmerkungen | Bild                       |
| --------------------------------- | ------------------ | ---------------------- | --- | ------------------- | --- | -------------------------- |
| Alsterkrugchaussee (Lage)         | A111               | 2765 (im Stadtteil)    | im Volksmund entstandener Name | 1830                | zwischen den Kreuzungen Rosenbrook/Deelböge/Borsteler Chaussee im Süden und Zeppelinstraße/Weg beim Jäger/Röntgenstraße im Norden westliche Straßenhälfte in Groß Borstel, östliche in Alsterdorf, nördlicher Teil komplett in Fuhlsbüttel; Teil der B 433                     | Alsterkrugchaussee         |
| Am Jägerholz (Lage)               | A262               | 0290                   | nach der Lage zwischen dem „Borsteler Jäger“, einem Forsthaus, und einem Geländestück, das „Im Holz“ genannt wurde                                 | 1911                | | Am Jägerholz               |
| Am Licentiatenberg (Lage)         | A289               | 0180                   | nach einem Grabhügel aus der Bronzezeit | 1960                | | Am Licentiatenberg         |
| Anni-Glissmann-Weg (Lage)         | A757               | 0300                   | Anni Glissmann (1900–1959), Kunstgewerblerin und Keramikerin, Verfolgte des Nationalsozialismus                                                    | 2017                | | Anni-Glissmann-Weg         |
| Beerboomstücken (Lage)            | B131               | 0470                   | nach einem Flurnamen | 1956                | niederdeutsch Beerboom = Birnbaum | Beerboomstücken            |
| Borsteler Bogen (Lage)            | B507               | 0160                   | nach dem Verlauf der Straße im Stadtteil | 1968                | | Borsteler Bogen            |
| Borsteler Chaussee (Lage)         | B507               | 2095                   | nach der Lage im Stadtteil | 1864                | | Borsteler Chaussee         |
| Brödermannsweg (Lage)             | B612               | 0795                   | Johann Hinrich Brödermann (1739–1809), Schiffsmakler                                                                                               | 1925                | | Brödermannsweg             |
| Brückwiesenstraße (Lage)          | B630               | 0325                   | nach einem Flurnamen | 1903                | | Brückwiesenstraße          |
| Dannmeyerstraße (Lage)            | D041               | 0100                   | Ferdinand Dannmeyer (1880–1959), Meteorologe | 1961                | | Dannmeyerstraße            |
| Eberkamp (Lage)                   | E007               | 0265                   | nach einem früher hier gelegenen Eichenwald, in dem Schweinemast betrieben wurde                                                                   | 1936                | | Eberkamp                   |
| Frustbergstraße (Lage)            | F260               | 0270                   | nach einem Flurnamen | 1906                | | Frustbergstraße            |
| Geesmoor (Lage)                   | G034               | 0325                   | nach einem Flurnamen | 1939                | | Geesmoor                   |
| Georgiweg (Lage)                  | G391               | 0315                   | Johannes Georgi, (1888–1972) Meteorologe | 1975                | | Georgiweg                  |
| Gert-Marcus-Straße (Lage)         | G510               | 0945                   | Gert Olof Marcus (1914–2008), Bildhauer, Verfolgter des Nationalsozialismus                                                                        | 2017                | | Gert-Marcus-Straße         |
| Geschwister-Beschütz-Bogen (Lage) | G480               | 0365                   | Olga (* 1876) und Marie Beschütz (* 1882), jüdische Lehrerinnen, 1941 deportiert, Todesdatum unbekannt                                             | 1993                | | Geschwister-Beschütz-Bogen |
| Haldenstieg (Lage)                | H058               | 0400 (im Stadtteil)    | nach früher hier befindlichen Schutthalden | 1951                | westlich der Tarpenbek in Niendorf | Haldenstieg                |
| Heimkehr (Lage)                   | H279               | 0095                   | nach den Bewohnern der Häuser, bei denen es sich überwiegend um ehemalige sowjetische Kriegsgefangene handelte                                     | 1953                | | Heimkehr                   |
| Heselstücken (Lage)               | H764               | 0580                   | nach einem Flurnamen | 1980                | | Heselstücken               |
| Holunderweg (Lage)                | H605               | 0260                   | nach der gleichnamigen Pflanze | 1910                | | Holunderweg                |
| In der Masch (Lage)               | I119               | 0090                   | nach einem Flurnamen | 1968                | | In de Masch                |
| Jagdhorn (Lage)                   | J017               | 0135                   | nach dem gleichnamigen Signalinstrument | 1955                | | Jagdhorn                   |
| Katharina-Jacob-Weg (Lage)        | K614               | 0565                   | Katharina Jacob (1907–1989), Lehrerin, Widerstandskämpferin gegen den Nationalsozialismus                                                          | 1992                | | Katharina-Jacob-Weg        |
| Kellerbleek (Lage)                | K127               | 0080 (im Stadtteil)    | nach den Begriffen „Keller“ für Hünengräber und „Bleek“ für ein ebenes, freies Stück Land                                                          | 1948                | komplette Straßenfläche und östliche Straßenseite ab Bahnbrücke nördlich in Groß Borstel, Grundstücke 3 und 5 auf westlicher Seite in Niendorf, südlich der Bahnbrücke komplett in Lokstedt                                                                                    | Kellerbleek                |
| Klotzenmoor (Lage)                | K280               | 0985                   | nach einem Flurnamen | 1910                | | Klotzenmoor                |
| Klotzenmoorstieg (Lage)           | K281               | 0240                   | in Anlehnung an die Straße Klotzenmoor | 1961                | | Klotzenmoorstieg           |
| Koldeweystraße (Lage)             | K345               | 0115                   | Carl Koldewey (1837–1908), Polarforscher | 1959                | | Koldeweystraße             |
| Köppenstraße (Lage)               | K327               | 0560                   | Wladimir Köppen (1846–1940), Meteorologe | 1934                | | Köppenstraße               |
| Licentiatenweg (Lage)             | L159               | 0250                   | nach der Funktion auf den Licentiatenberg zuführend                                                                                                | 1903                | | Licentiatenweg             |
| Lokstedter Brücke (Lage)          | –                  | 0015                   | Hamburger Stadtteil Lokstedt | 1931                | überquert im Zuge der Straße Kellerbleek die Tarpenbek | Lokstedter Brücke          |
| Lokstedter Damm (Lage)            | L236               | 0236                   | Hamburger Stadtteil Lokstedt | 1864                | | Lokstedter Damm            |
| Lollenboom (Lage)                 | L242               | 0335                   | nach einer Flurbezeichnung | 1932                | | Lollenboom                 |
| Ludwig-Dörmer-Weg (Lage)          | L392               | 0215                   | Ludwig Doermer (1877–1952), Pädagoge und Landesschulrat                                                                                            | 2007                | | Ludwig-Dörmer-Weg          |
| Merckelweg (Lage)                 | M154               | 0185                   | Curt Merckel (1858–1921), Baudirektor | 1948                | Merckel war nachhaltig an der Modernisierung der Stadtentwässerung beteiligt. | Merckelweg                 |
| Moortrift (Lage)                  | M280               | 0550                   | nach einer volkstümlichen Bezeichnung | 1932                | Als „Trift“ wird ein Viehtriebweg bezeichnet. | Moortrift                  |
| Moortwiete (Lage)                 | M281               | 0090                   | in Anlehnung an den Moorweg | 1864                | | Moortwiete                 |
| Moorweg (Lage)                    | M282               | 0335                   | nach der Funktion zum Eppendorfer Moor führend | 1864                | | Moorweg                    |
| Niendorfer Brücke (Lage)          | –                  | 0005 (im Stadtteil)    | Hamburger Stadtteil Niendorf | 1931                | überquert die Tarpenbek und verbindet die Borsteler Straße auf Niendorfer mit dem Niendorfer Weg auf Groß Borsteler Seite; lt. Straßenverzeichnis nur in Groß Borstel, lt. Grundkarte westliche Brückenhälfte in Niendorf, da die Stadtteilgrenze durch die Tarpenbek verläuft | Niendorfer Brücke          |
| Niendorfer Weg (Lage)             | N117               | 0220                   | Hamburger Stadtteil Niendorf | 1899                | | Niendorfer Weg             |
| Nirrnheimweg (Lage)               | N134               | 0325                   | Fritz Nirrnheim (1830–1906), Mitglied der Hamburgischen Bürgerschaft von 1871 bis 1906 und langjähriger Leiter der Hamburger Turnerschaft von 1816 | 1931                | | Nirrnheimweg               |
| Obenhauptstraße (Lage)            | O189               | 0840                   | August Obenhaupt (1884–1967), Leiter des Bezirksamtes Nord                                                                                         | 1973                | | Obenhauptstraße            |
| Ortleppweg (Lage)                 | O118               | 0115                   | Oscar Ortlepp (1867–1945), Lehrer und niederdeutscher Dichter                                                                                      | 1957                | | Ortleppweg                 |
| Paeplowstieg (Lage)               | P008               | 0225                   | in Anlehnung an den Paeplowweg | 1951                | | Paeplowstieg               |
| Paeplowtwiete (Lage)              | P251               | 0140                   | in Anlehnung an den Paeplowweg | 1988                | | Paeplowtwiete              |
| Paeplowweg (Lage)                 | P009               | 1225                   | Friedrich Paeplow (1860–1934), SPD-Politiker | 1950                | | Paeplowweg                 |
| Papenreye (Lage)                  | P245               | 0390 (im Stadtteil)    | nach einem Flurnamen | 1980                | westlich der Tarpenbek in Niendorf | Papenreye                  |
| Plogstieg (Lage)                  | P144               | 0070                   | Wilhelm Plog (1884–1946), niederdeutscher Dichter                                                                                                  | 1956                | | Plogstieg                  |
| Rathbusch (Lage)                  | R055               | 0315                   | nach einem Flurnamen | 1960                | | Rathbusch                  |
| Reitzeweg (Lage)                  | R145               | 0195                   | Johanne Reitze (1878–1949), SPD-Politikerin | 1951                | | Reitzeweg                  |
| Roggenbuckstieg (Lage)            | R257               | 0190                   | nach der alteingesessenen Familie Roggenbuck | 1951                | | Roggenbuckstieg            |
| Rosenbrook (Lage)                 | R283               | 0280                   | nach einem Flurnamen | 1910                | östliche Straßenhälfte in Alsterdorf; Teil der B 433 | Rosenbrook                 |
| Rosenbrookbrücke (Lage)           | –                  | 0035                   | in Anlehnung an die Straße Rosenbrook | 1967                | überquert im Zuge der Straße Rosenbrook die Tarpenbek; östliche Brückenhälfte in Alsterdorf | Rosenbrookbrücke           |
| Schreberstraße (Lage)             | S289               | 0295                   | Moritz Schreber (1808–1861), Orthopäde und Hochschullehrer                                                                                         | 1932                | | Schreberstraße             |
| Schrödersweg (Lage)               | S294               | 0400                   | Dr. med. Christian Wilhelm Albrecht Adam Schröder, seit 1822 Eigentümer eines angrenzenden Landsitzes                                              | 1864                | | Schrödersweg               |
| Schwartauer Straße (Lage)         | S341               | 0270                   | Bad Schwartau, Stadt in Schleswig-Holstein | 1947                | | Schwartauer Straße         |
| Sportallee (Lage)                 | S555               | 0950                   | nach der Funktion zur ehemaligen Borsteler Rennbahn führend                                                                                        | 1948                | | Sportallee                 |
| Spreenende (Lage)                 | S557               | 0595                   | nach einem Flurnamen | 1933                | niederdeutsch Spree = Star | Spreenende                 |
| Stavenhagenstraße (Lage)          | S599               | 0415                   | Fritz Stavenhagen (1876–1906), Dramatiker | 1925                | | Stavenhagenstraße          |
| Steinblockstraße (Lage)           | S634               | 0075                   | vermutlich nach Ackerstücken, auf die die Bauern Steine warfen, die beim Pflügen zutage traten                                                     | 1903                | | Steinblockstraße           |
| Strüverweg (Lage)                 | S753               | 0070                   | Adolf Strüver (1866–1947), Fabrikant | 1953                | Fußweg | Strüverweg                 |
| Stutzenkamp (Lage)                | S777               | 0255                   | frei gewählter Name nach dem gleichnamigen Jagdgewehr                                                                                              | 1955                | | Stutzenkamp                |
| Traute-Lafrenz-Straße (Lage)      | H438               | 0230 (im Stadtteil)    | Traute Lafrenz (1919–2023), Ärztin und Widerstandskämpferin gegen den Nationalsozialismus                                                          | 2025                | südlich der Alsterkrugchaussee in Alsterdorf; seit 1926 Hindenburgstraße | Hindenburgstraße           |
| Walter-Bärsch-Weg (Lage)          | W507               | 0150                   | Walter Bärsch (1914–1996), Psychologe und Erziehungswissenschaftler                                                                                | 2000                | | Walter-Bärsch-Weg          |
| Warnckesweg (Lage)                | W072               | 0630                   | nach der alteingesessenen Bauernfamilie Warncke, 1602 erstmals erwähnt                                                                             | 1864                | | Warnckesweg                |
| Weg beim Jäger (Lage)             | W103               | 2400                   | nach der Funktion am „Borsteler Jäger“, einem Forsthaus, vorbeiführend                                                                             | 1864                | Die Straßenfläche liegt komplett in Groß Borstel, die Grundstücke nördlich von Hausnummer 155 befinden sich auf Fuhlsbütteler Gebiet. | Weg beim Jäger             |
| Weg Nr. 173 (Lage)                | W106               | 0570                   | |                     | Mit Nummern versehene Wege wurden seinerzeit als Orientierungshilfe vom Bau- und Vermessungsamt in damals noch ländlichen Gegenden vergeben und sollen sukzessive Straßennamen erhalten.                                                                                       | Weg 173                    |
| Weg Nr. 174 (Lage)                | W107               | 0470                   | |                     | Mit Nummern versehene Wege wurden seinerzeit als Orientierungshilfe vom Bau- und Vermessungsamt in damals noch ländlichen Gegenden vergeben und sollen sukzessive Straßennamen erhalten.                                                                                       | Weg 174                    |
| Wigandweg (Lage)                  | W254               | 0330                   | Ernst Paul Heinrich Albert Wigand (1882–1932), Meteorologe                                                                                         | 1959                | | Wigandweg                  |
| Woltersstraße (Lage)              | W389               | 0305                   | Heinrich Gottlieb Ludwig Elias Wolters (1840–1917), Vorbesitzer des Geländes                                                                       | 1895                | | Woltersstraße              |